# Raven Records
Raven Records va ser un segell discogràfic australià especialitzat en retrospectives i reedicions o enregistraments d'artistes nord-americans, britànics i australians.
Raven Records va ser fundada el 1979 per Glenn A. Baker, Kevin Mueller i Peter Shillito. Va deixar de funcionar l'abril del 2017. El segell musical Raven va editar al voltant de 150 àlbums musicals durant la seva existència.

## Homònims
Hi ha un segell nord-americà anomenat Raven especialitzat en música clàssica d'orgue.
Des de 2017 hi ha inscrita en Londres una companyia anomenada Raven Records (Limited). Els socis són, Martine McManus i Jack Michael McManus.
Hi ha una editora de discos Raven Records amb seu en Ankara especialitzada en grups de heavy metal turcs.
Una botiga de música Raven Records durant la dècada del 1970 existí en Birmingham.
Hi ha també una botiga de discos anomenada Raven Records & Rarities en la ciutat de Knoxville, Tennessee.